# Sybra pallida
Sybra pallida là một loài bọ cánh cứng trong họ Cerambycidae.